# سیکلید میداس
سیکلید میداس (نام علمی: Amphilophus citrinellus) نام یک گونه از تیره سیکلید است.